# Episodi di Lovesick (prima stagione)
La prima stagione della serie televisiva Lovesick è stata trasmessa nel Regno Unito da Channel 4 dal 2 ottobre al 6 novembre 2014 con il titolo Scrotal Recall.
In Italia la serie è stata distribuita da Netflix il 29 luglio 2016.
| n° | Titolo originale | Titolo italiano | Prima TV UK     | Pubblicazione Italia |
| -- | ---------------- | --------------- | --------------- | -------------------- |
| 1  | Abigail          | Abigail         | 2 ottobre 2014  | 29 luglio 2016       |
| 2  | Anna             | Anna            | 9 ottobre 2014  | 29 luglio 2016       |
| 3  | Cressida         | Cressida        | 16 ottobre 2014 | 29 luglio 2016       |
| 4  | Jane             | Jane            | 23 ottobre 2014 | 29 luglio 2016       |
| 5  | Bethany          | Bethany         | 30 ottobre 2014 | 29 luglio 2016       |
| 6  | Phoebe           | Phoebe          | 6 novembre 2014 | 29 luglio 2016       |

## Abigail
- Titolo originale: Abigail
- Diretto da: Elliot Hegarty
- Scritto da: Tom Edge

### Trama
Dylan (Johnny Flynn) deve contattare tutte le ragazze con cui è stato per informarle che lui ha contratto la Clamidia. Si ricorda di Abigail (Hannah Britland), tre anni prima, la prima in ordine alfabetico nella sua lista di ex, incontrata al matrimonio di Angus (Joshua McGuire). Un flashback rivela un momento importante che precedentemente cercava di dimenticare. Dylan doveva sposarsi con Jane, che però la ha lasciato.

## Anna
- Titolo originale: Anna
- Diretto da: Elliot Hegarty
- Scritto da: Tom Edge

### Trama
In un flashback di 18 mesi prima, Luke (Daniel Ings) stava facendo il miglior sesso della sua vita con la studentessa di psicologia Cleo (Riann Steele), evitando di approfondirne la conoscenza per paura di essere giudicato troppo superficiale. Quando Dylan viene trascinato ad un loro appuntamento ha un colpo di fulmine con la matura studentessa Anna (Nikki Amuka-Bird). Sconcertando Luke, Dylan invita la ragazza ad una cena a quattro per impressionarla.

## Cressida
- Titolo originale: Cressida
- Diretto da: Elliot Hegarty
- Scritto da: Tom Edge

### Trama
In un flashback di 10 mesi prima, Luke porta Dyla ed Evie (Antonia Thomas) ad una festa informale in campagna. Luke vuole disperatamente andare con la sua fiamma adolescenziale Ilona McLeod (Cara Theobold), che ha assunto il posto principale nella sua lista di 'Cose da fare prima di morire'. Nel frattempo, gli annoiati Dylan ed Evie cercano di divertirsi cercando di fare alcune delle cose nella lista di Luke, con inaspettati e disastrosi risultati, incluso un rapporto tra loro due.

## Jane
- Titolo originale: Jane
- Diretto da: Gordon Anderson
- Scritto da: Tom Edge

### Trama
In un flashback di 3 anni ed 1 mese prima, è il compleanno di Evie e lei ha intenzione di dire a Dylan ciò che prova per lui durante un pasto tranquillo, ma prima, a sorpresa, arrivano tutti i suoi amici, compresa la nuova ragazza di Dylan, Jane, (Jessica Ellerby) e Jonno (Stephen Wight), un ragazzo totalmente incompatibile con lei, che Luke le ha presentato.

## Bethany
- Titolo originale: Bethany
- Diretto da: Gordon Anderson
- Scritto da: Tom Edge

### Trama
In un flashback di 4 anni prima, Dylan ha frequentato Bethany (Rosalie Craig) for diversi mesi, ma, quando lei invita il suo protettivo fratello maggiore a cena, questo comincia ad avere il tremendo sospetto che tra loro ci sia una relazione seria. Nel frattempo, Luke strappa Evie da un lavoro fotografico per portarla ad una serata al bowling per aiutarlo a capire perché la sua nuova principale Diana (Clare Wille) abbia messo tutte le donne del suo ufficio contro di lui.

## Phoebe
- Titolo originale: Phoebe
- Diretto da: Gordon Anderson
- Scritto da: Tom Edge

### Trama
Dylan insegue Phoebe (Susannah Fielding) che non ha risposto a nessuno dei suoi messaggi. In un flashback di 5 anni prima tutto il gruppo di amici era al pub per un quiz, Evie era con Angus pensando di rompere con lui. Dylan era con Phoebe, ma stavano rompendo. In quel momento le cose prenderanno una piega imprevista per tutti.